# Rory McIlroy
Rory McIlroy, MBE (* 4. Mai 1989 in Holywood, Nordirland) ist ein nordirischer Profigolfer. Er ist fünffacher Major-Champion, durch Siege bei allen vier Majors gelang ihm der Karriere-Grand-Slam. Zudem ist er nach Luke Donald der zweite Golfer, der sowohl die Geldrangliste der PGA Tour als auch der PGA European Tour gewinnen konnte, was ihm im Jahr 2012 in beiden Turnierserien den Titel Player of the Year einbrachte. Er gewann allein auf der PGA-Tour mehr als 107 Millionen US-Dollar an Preisgeld (Stand 20. Juli 2025). Damit ist er nach Tiger Woods der erfolgreichste Profi-Golfer auf der amerikanischen Tour.

## Kindheit in Holywood
Rory McIlroy wurde am 4. Mai 1989 in Holywood, County Down, Nordirland, als einziges Kind von Gerry McIlroy und Rosaleen „Rosie“ McDonald geboren. Seine Eltern heirateten im Januar 1988 und lebten in einem bescheidenen Haus in Holywood. Holywood liegt etwa 10 Kilometer nordöstlich von Belfast, direkt an der Küste des Belfast Lough, einem Meeresarm der Irischen See. Viele Menschen pendeln zur Arbeit nach Belfast, so auch Jimmy, Rorys Großvater väterlicherseits, der auf einer Werft arbeitete. Er begann in seinen Dreißigern mit dem Golf spielen und brachte auch seine Söhne Brian, Colm und Gerry dazu, im Holywood Golfclub zu spielen. Rorys Vater, Gerry, war ein talentierter Golfer mit einem Scratch-Handicap und arbeitete als Barmanager im Holywood Golf Club. Seine Mutter, Rosie, war in der Nachtschicht bei 3M tätig. Beide Elternteile opferten viel, um Rorys Golfkarriere zu unterstützen: Gerry arbeitete tagsüber als Reinigungskraft und abends als Barmann, während Rosie ihre Nachtschichten absolvierte. Sie sparten ihr Einkommen, um Rorys Teilnahme an Junioren-Golfturnieren weltweit zu finanzieren.
Rory McIlroy hatte seinen ersten Fernsehauftritt im Jahr 1999 im Alter von neun Jahren in der nordirischen Talkshow The Gerry Kelly Show. In dieser Sendung demonstrierte er sein außergewöhnliches Golftalent, indem er live zeigte, wie er Golfbälle in die Waschmaschine seiner Mutter chippt – eine Übung, die er regelmäßig zu Hause praktizierte. Im selben Jahr gewann McIlroy die U10-Weltmeisterschaft im Doral Golf Resort in Miami. Dieser Sieg brachte ihm internationale Aufmerksamkeit und führte zu seinem Auftritt in der Fernsehshow. 

## Werdegang
Im Alter von 15 Jahren war McIlroy Mitglied des siegreichen europäischen Teams beim Junior Ryder Cup 2004. Ein Jahr später wurde er der jüngste Gewinner sowohl der West of Ireland Championship als auch der Irish Close Championship. Beide Titel konnte er im darauf folgenden Jahr verteidigen und auch die European Amateur Championship für sich entscheiden. Im selben Jahr vertrat McIlroy Irland in der Eisenhower Trophy und siegreich bei der Amateur World Team Championship. Im Februar 2007 stand er für eine Woche an der Spitze der Weltrangliste der Amateure. Bei der Open Championship 2007 in Carnoustie gewann er als bester Amateur die Silver Medal. In jenem Jahr stand McIlroy in der Mannschaft von Großbritannien & Irland im Walker Cup, welche den USA knapp unterlegen war.
Schon wenige Tage nach seinem 16. Geburtstag hatte McIlroy seinen ersten Auftritt bei einem Turnier der European Tour, den British Masters 2005. Mit 17 Jahren gelang ihm seine erste Platzierung im Preisgeld, bei den Dubai Desert Classic 2007, das er allerdings als Amateur nicht annehmen durfte.
Im September 2007 wurde er Berufsgolfer und erspielte sich über Einladungen zu Turnieren der European Tour genügend Preisgeld, um sich die volle Spielberechtigung für die nachfolgende Saison zu sichern. Am Ende jener Spielzeit belegte er den 95. Rang in der European Tour Order of Merit, ein Jahr später war McIlroy bereits auf Platz 36 zu finden.
Im Februar 2009 gelang ihm schließlich der erste Turniersieg, bei der stark besetzten Dubai Desert Classic. Damit erreichte er auch den Aufstieg in die Top 20 der Golfweltrangliste. Nach einem dritten Platz bei der PGA Championship und einem zweiten Platz bei der Dubai World Championship wurde McIlroy am Ende der Saison Zweiter im Race to Dubai und drang in die Top 10 der Weltrangliste vor.
Seit 2010 spielt McIlroy auch in den USA auf der PGA Tour. Seinen ersten Sieg holte er sich Anfang Mai bei der Quail Hollow Championship.

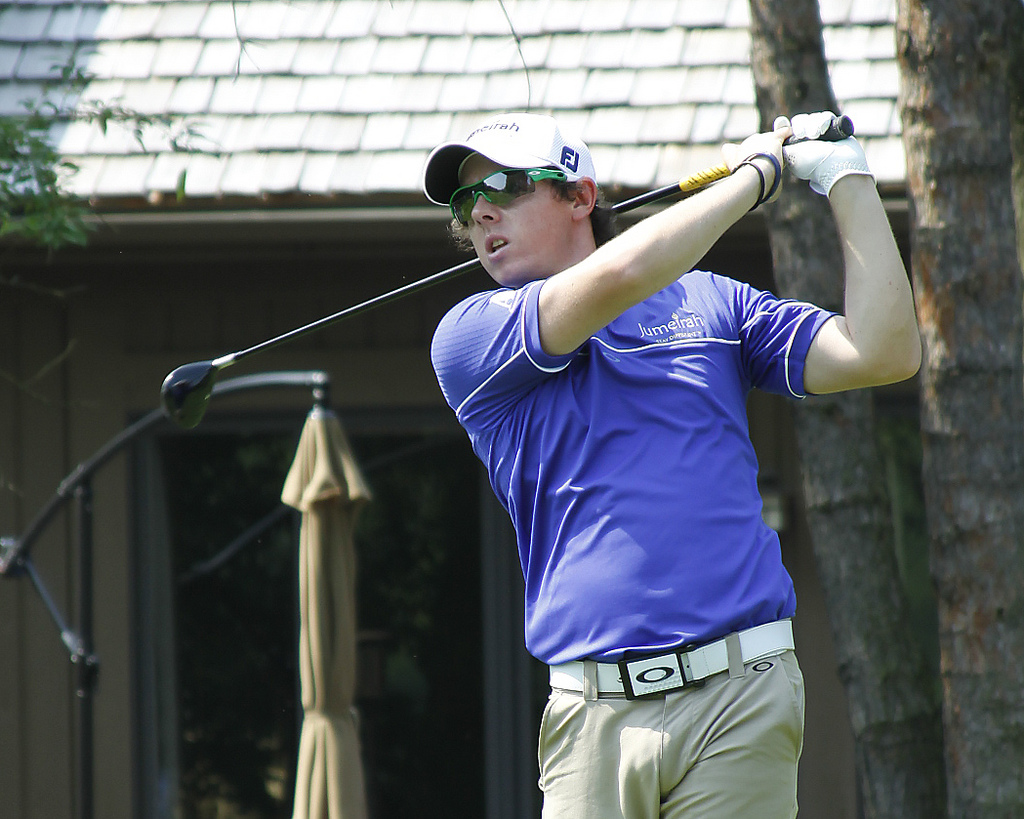
Rory McIlroy beim Memorial Tournament (2011)

Nachdem er noch im April 2011 beim The Masters eine Führung von vier Schlägen nach dem dritten Tag eingebüßt und auf dem geteilten 15. Platz abgeschlossen hatte, gelang ihm im Juni sein erster Sieg bei einem Major Championship. Er gewann die US Open mit dem bis dahin besten je gespielten Ergebnis bei diesem Turnier von 16 Schlägen unter Par, womit er die alte Bestmarke (−12) von Tiger Woods aus dem Jahr 2000 unterbot. Nach diesem Turnier wurde er auf Platz 4 der Weltrangliste eingestuft. Im November 2011 rückte McIlroy auf Platz 2 vor.
Im Januar 2012 wurde McIlroy mit dem Laureus Sport Award in der Kategorie World Breakthrough of the Year ausgezeichnet.
Durch den Sieg bei der Honda Classic konnte McIlroy im März 2012 erstmals Rang 1 in der Weltrangliste übernehmen. Damit ist er mit 22 Jahren der bisher zweitjüngste Weltranglistenerste.
Im August konnte er sich bei der PGA Championship mit dem Rekordvorsprung von acht Schlägen (zuvor Jack Nicklaus mit sieben) seinen zweiten Major-Sieg sichern. Er übernahm damit wieder vorübergehend die Führung in der Weltrangliste.
Im Juli 2014 gewann er die Open Championship und somit sein drittes Major. Nach dem Sieg bei den WGC-Bridgestone Invitational im August rückte er wieder auf Platz eins der Weltrangliste vor und ließ im selben Monat mit dem Gewinn der PGA Championship seinen vierten Major-Titel folgen. Zudem gewann der Nordire am Ende der Saison 2014 das Race to Dubai der European Tour.
2015 siegte McIlroy gleich bei seiner zweiten Turnierteilnahme, den Omega Dubai Desert Classic auf der European Tour. Mit einem Score von 22 unter Par stellte er den Turnierrekord ein. Bei den Honda Classic, seinem ersten Start auf der PGA Tour in diesem Jahr, verpasste er erstmals seit den Open Championship 2013, d. h. nach 22 aufeinanderfolgenden Teilnahmen, den Cut auf der PGA Tour. Bei den US Masters zeigte er mit Platz 4 seine bei diesem Turnier bisher beste Leistung. Am 3. Mai setzte er sich im Finale des WGC-Cadillac Match Play Championship mit 4 & 2 gegen den US-Amerikaner Gary Woodland durch. Es war sein bisher zweiter Erfolg bei einem Turnier der World Golf Championship. Ende September 2016 gewann Rory die Tour Championship und auch den FedEx Cup.
Am 17. März 2019 gewann er erstmals die Players Championship, es war sein 15. Turniersieg auf der PGA-Tour. Im Juni 2019 gewann McIlroy die Canadian Open und ist somit Teil der Triple Crown, er konnte in seiner Karriere die drei ältesten Turniere der PGA-Tour gewinnen, die Open Championship, die U.S. Open sowie die Canadian Open. Am Ende jener Saison holte er sich zum zweiten Mal die Tour Championship und den FedEx Cup.
Im Frühjahr 2021 gewann McIlroy zum dritten Mal die Wells Fargo Championship.
Im Januar 2023 gewann McIlroy mit der Hero Dubai Desert Classic sein erstes Rolex Series Event. Im Juli 2023 gewann McIlroy die Genesis Scottish Open.
Im April 2024 gewann McIlroy zusammen mit Shane Lowry das Zurich Classic of New Orleans, ein Matchplay-Event im Playoff gegen Chad Ramey and Martin Trainer. Beim olympischen Golfturnier in Paris wurde McIlroy geteilter Fünfter.
Die Saison 2025 begann McIlroy mit einem Sieg beim AT&T Pebble Beach Pro-Am, zwei Platzierungen in den Top 20 bei den folgenden beiden Turnieren in Californien sowie Florida. Anschließend gewann McIlroy die zum zweiten Mal die Players Championship im Playoff gegen J. J. Spaun. Im April trat McIlroy zum siebzehnten mal in seiner Karriere zum Masters Tournament an mit der Chance seinen fünften Major, den ersten seit 2014, zu gewinnen und damit als sechster Golfer den Karriere-Grand-Slam zu erreichen. Dort konnte McIlroy im Playoff Justin Rose besiegen und wurde damit zum ersten Mal in seiner Karriere Masters-Champion.

## Privates

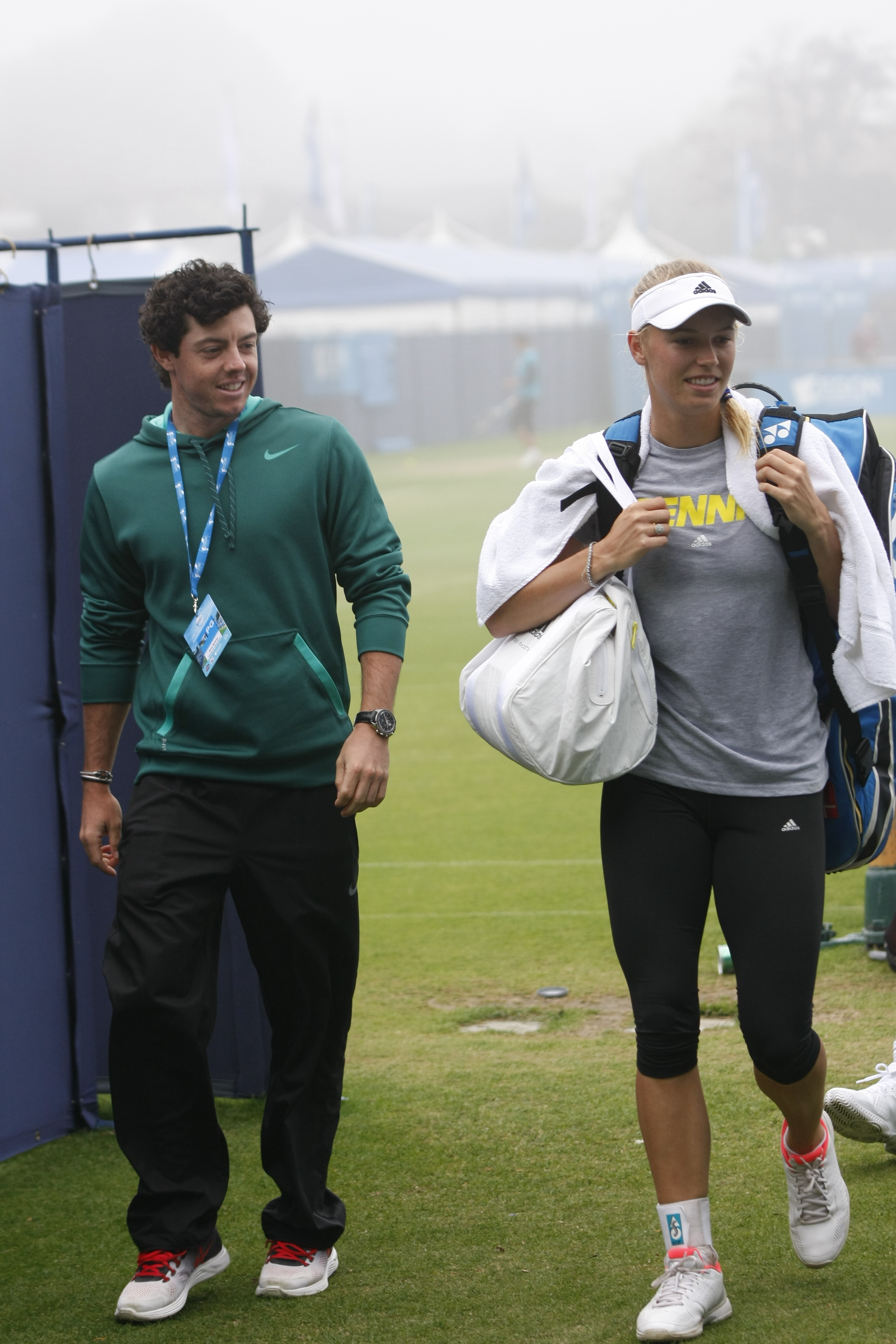
Rory McIlroy mit Caroline Wozniacki (2013)

McIlroy war mit der dänischen Tennisspielerin und ehemaligen Weltranglistenersten Caroline Wozniacki fast drei Jahre lang liiert und seit dem 31. Dezember 2013 verlobt. Am 21. Mai 2014 wurde bekannt, dass der Golfer die Verlobung auflöste und das Paar sich trennte.
Seit Dezember 2015 war McIlroy mit Erica Stoll, einer Mitarbeiterin der PGA America, verlobt. Im April 2017 heirateten die beiden. Die Tochter Poppy Kennedy wurde im August 2020 geboren. Im Mai 2024 reichte McIlroy die Scheidung ein. Kurz vor den US Open 2024 hat McIlroy die Scheidung wieder annulliert.
In der Komödie Happy Gilmore 2 von 2025 spielt er sich selbst.

## Turniersiege

### Major-Championship-Siege (5)
- 2011: US Open
- 2012: PGA Championship
- 2014: The Open Championship, PGA Championship
- 2025: The Masters Tournament

### WGC-Championship-Siege (3)
- 2014: WGC-Bridgestone Invitational
- 2015: WGC-Cadillac Match Play Championship
- 2019: WGC-HSBC Champions

### European-Tour-Siege (11)
- 2009: Dubai Desert Classic
- 2011: UBS Hong Kong Open (zählt auch zur Asian Tour)
- 2012: Dubai World Championship
- 2014: BMW PGA Championship
- 2015: Omega Dubai Desert Classic, Dubai World Championship
- 2016: Irish Open
- 2023: Hero Dubai Desert Classic, Genesis Scottish Open (zählt auch zur PGA Tour)
- 2024: Hero Dubai Desert Classic, Dubai World Championship

### PGA-Tour-Siege (21)
- 2010: Quail Hollow Championship
- 2012: The Honda Classic, Deutsche Bank Championship, BMW Championship
- 2015: Wells Fargo Championship
- 2016: Deutsche Bank Championship, Tour Championship
- 2018: Arnold Palmer Invitational
- 2019: Players Championship, RBC Canadian Open, Tour Championship
- 2021: Wells Fargo Championship, CJ Cup, RBC Canadian Open
- 2022: PGA Tour Championship
- 2023: CJ Cup, Genesis Scottish Open (zählt auch zur European Tour)
- 2024: Zurich Classic of New Orleans (mit Shane Lowry), Wells Fargo Championship
- 2025: AT&T Pebble Beach National Pro-Am, Players Championship

### PGA-Tour-of-Australasia-Siege (1)
- 2013: Australian Open (PGA Tour of Australasia)

### Weitere Turniersiege (1)
- 2011: Lake Malaren Shanghai Masters

## Resultate in Major Championships
| Turnier               | 2007  | 2008 | 2009 | 2010 | 2011 | 2012 | 2013 | 2014 | 2015 | 2016 | 2017 | 2018 |
| --------------------- | ----- | ---- | ---- | ---- | ---- | ---- | ---- | ---- | ---- | ---- | ---- | ---- |
| The Masters           | DNP   | DNP  | T20  | CUT  | T15  | T40  | T25  | T8   | 4    | T10  | T7   | T5   |
| US Open               | DNP   | DNP  | T10  | CUT  | 1    | CUT  | T41  | T23  | T9   | CUT  | CUT  | CUT  |
| The Open Championship | T42LA | DNP  | T47  | T3   | T25  | T60  | CUT  | 1    | DNP  | T5   | T4   | T2   |
| PGA Championship      | DNP   | DNP  | T3   | T3   | T64  | 1    | T8   | 1    | 17   | CUT  | T23  | T50  |

| Turnier               | 2019 | 2020 | 2021 | 2022 | 2023 | 2024 | 2025 |
| --------------------- | ---- | ---- | ---- | ---- | ---- | ---- | ---- |
| The Masters           | T21  | T5   | CUT  | 2    | CUT  | T22  | 1    |
| PGA Championship      | T8   | T33  | T49  | 8    | T7   | T12  | T47  |
| US Open               | T9   | T8   | T7   | T5   | 2    | 2    | T19  |
| The Open Championship | CUT  | KT   | T46  | 3    | T6   | CUT  | T7   |

LA= Bester Amateur

DNP = nicht teilgenommen

CUT = Cut nicht geschafft

„T“ geteilte Platzierung

KT = Kein Turnier (Ausfall wegen Covid-19)

Grüner Hintergrund für Sieg

Gelber Hintergrund für Top 10.

## Teilnahme an Teamwettbewerben

### Amateur
- Junior Ryder Cup (für Europa): 2004 (Sieger)
- Eisenhower Trophy (für Irland): 2006
- European Amateur Team Championship (für Irland): 2007 (Sieger)
- Walker Cup (für Großbritannien & Irland): 2007

### Professional
- Vivendi Trophy (für Großbritannien & Irland): 2009 (Sieger)
- World Cup: 2009, 2011
- Ryder Cup (für Europa): 2010 (Sieger), 2012 (Sieger), 2014 (Sieger), 2016, 2018 (Sieger), 2021, 2023 (Sieger)